# Adelaide International 2025
Das Adelaide International 2025 war der Name eines Tennisturniers der WTA Tour 2025 für Damen sowie eines Tennisturniers der ATP Tour 2025 für Herren, welche zeitgleich vom 6. bis 11. Januar 2025 in Adelaide stattfanden.

## Herrenturnier
→ Qualifikation: Adelaide International 2025/Herren/Qualifikation

## Damenturnier
→ Qualifikation: Adelaide International 2025/Damen/Qualifikation